# Benjamin Goze
Pas d'image ? Cliquez ici

a Compétitions nationales et continentales officielles uniquement.

b Matchs officiels uniquement.
Dernière mise à jour le 13 novembre 2021.
Benjamin Goze, né le 3 mai 1983 à Montpellier (Hérault), est un joueur de rugby à XV français qui évolue au poste de deuxième ligne (1,96 m pour 105 kg).

## Carrière
- Jusqu'en 2006 : USA Perpignan (Top14/16)
- 2006-2007 : ES Catalane (Fédérale 1)
- 2007-2008 : Stade aurillacois (Pro D2)
- 2008-2010 : Montpellier HR (Top 14)
- 2010-2012 : AS Béziers Hérault (Fédérale 1, puis Pro D2)

## Palmarès

### En club
- Champion de France Espoirs : 2005

champion de france federale1 avec beziers 2011

### En équipe nationale
- Équipe de France -21 ans : participation au championnat du monde 2004 en Écosse